# Alfred Gwosdz
Alfred  Alfons Gwosdz (ur. 8 maja 1907 w Hajdukach Wielkich, zm. 15 września 1939) – polski piłkarz.
Gwosdz był wychowankiem Ruchu Chorzów, do którego trafił w 1925 roku. W latach 1930–1931 grał w ZMP Chorzów. W 1932 roku wrócił do Ruchu, zaś w sezonie 1933 zdobył pierwsze w historii klubu Mistrzostwo Polski. Karierę piłkarską zakończył po skomplikowanym złamaniu nogi, którego doznał w starciu z Antonim Kellerem podczas spotkania z Legią Warszawa (1:0, 28 października 1933 roku).
W połowie lat 30. XX w. wyjechał z kraju i zaciągnął się do Legii Cudzoziemskiej. W czasie II wojny światowej rodzina uzyskała sądowe uznanie Gwosdzia za zmarłego, chodź okoliczności i miejsce śmierci nie zostały ustalone. 